# Trinta e Seis Estratagemas

Os Trinta e Seis Estratagemas são um ensaio chinês usado para exemplificar uma série de estratagemas empregados em política, guerra e interação civil.
Seu foco no uso de astúcia e dissimulação tanto no campo de batalha quanto na corte tem sido comparado ao A Arte da Guerra de Sun Tzu. The Book of Swindles, de Zhang Yingyu, uma obra do final da Dinastia Ming que trata dos domínios do comércio e da sociedade civil, compartilha algumas semelhanças temáticas.

## Origem
O nome da coletânea vem do sétimo volume biográfico do Livro de Qi, Biografia de Wang Jingze (王敬則傳). Wáng era um general que servira ao Qi Meridional desde o primeiro Imperador Gao. Quando o Imperador Ming subiu ao trono e executou muitos membros da corte e da família real por temer que ameaçassem seu reinado, Wang acreditou que seria o próximo e se rebelou. Ao saber que Xiao Baojuan, filho e príncipe herdeiro do Imperador Ming, havia fugido apressadamente após saber da revolta, Wang comentou: “Dos trinta e seis estratagemas do Lorde Tán, a fuga foi a melhor; vocês, pai e filho, devem fugir com certeza.” “Lorde Tán” se refere ao general Tan Daoji, da Dinastia Liu Song, que foi forçado a recuar após atacar sem sucesso o Wei Setentrional, e Wang citou seu nome com desdém como exemplo de covardia.
O número trinta e seis foi usado por Wang como figura de linguagem nesse contexto e era para significar “inúmeros estratagemas”, e não um número específico. A escolha de Wang se baseou no I Ching, em que seis é o número do ‘’yin’’, que compartilhava muitas características com os esquemas obscuros envolvidos na estratégia militar. Assim, trinta e seis, sendo o quadrado de seis, funcionava como metáfora para “inúmeras estratégias”. Como Wang não se referiu a trinta e seis estratagemas específicos, os trinta e seis provérbios e sua conexão com estratégias e táticas militares provavelmente foram criados depois, com apenas o nome da coletânea atribuído a Wang.
A visão predominante é que o conteúdo dos Trinta e Seis Estratagemas surgiu de fontes tanto escritas quanto orais. Alguns estratagemas fazem referência a acontecimentos na época de Sun Bin, cerca de 150 anos depois da morte de Sun Tzu. Acredita-se que o manuscrito original (cópia manuscrita) tenha sido descoberto na província chinesa de Shaanxi, de data e autor desconhecidos, e publicado por uma editora local em 1941. Os Trinta e Seis Estratagemas chamaram a atenção do público depois de uma resenha publicada no jornal Guangming Daily, do Partido Comunista da China, em 16 de setembro de 1961. Em seguida, foi reimpresso e distribuído, ganhando popularidade.
Os Trinta e Seis Estratagemas dividem-se em um prefácio, seis capítulos com seis estratagemas cada um e um pós-escrito incompleto, com trechos faltando. Os três primeiros capítulos geralmente descrevem táticas para situações vantajosas, enquanto os três últimos contêm estratagemas mais adequados a situações desvantajosas. O texto original dos Trinta e Seis Estratagemas tem um estilo lacônico característico do Chinês Clássico. Cada provérbio vem acompanhado de um breve comentário — no máximo uma ou duas frases — que explica como aplicar aquele provérbio à tática militar. Esses 36 provérbios chineses relacionam-se a 36 cenários de batalha da história e do folclore chinês, em especial do Período dos Reinos Combatentes e do período dos Três Reinos.

## Conteúdo
Os Trinta e Seis Estratagemas consistem em seis capítulos, cada qual com seis estratagemas.

### Capítulo 1: Estratagemas de Vitórias (勝戰計, Shèng zhàn jì)

#### Enganar o céu para cruzar o mar (瞞天過海, Mán tiān guò hǎi)
Mascarar os objetivos reais diante de autoridades sem visão, não alertando-as para os movimentos ou qualquer parte do plano.

#### Cercar Wèi para salvar Zhào (圍魏救趙, Wéi Wèi jiù Zhào)
Quando o inimigo é forte demais para ser atacado diretamente, ataque algo de valor para ele. A ideia é evitar um confronto direto contra um inimigo poderoso e atacar onde ele é mais fraco. Isso obriga o inimigo a recuar para defender seu ponto vulnerável. Enfrentar um inimigo já cansado e desmoralizado amplia as chances de sucesso.

#### Matar com uma faca emprestada (借刀殺人, Jiè dāo shā rén)
Atacar utilizando a força de outro quando não é favorável usar a própria. Por exemplo, enganar um aliado para que ataque o inimigo ou usar a força do inimigo contra ele mesmo. A ideia é causar dano ao inimigo por meio de um terceiro.

#### Aguardar com tranquilidade enquanto o inimigo se exaure (以逸待勞, Yǐ yì dài láo)
É vantajoso escolher o momento e o local da batalha, enquanto o inimigo não o faz. Estimule o inimigo a desperdiçar energia em tarefas inúteis, enquanto se conserva força. Quando o inimigo estiver exaurido e confuso, atacar com vigor e propósito.

#### Saquear uma casa em chamas (趁火打劫, Chèn huǒ dǎ jié)
Quando um país é assolado por problemas internos, como doenças, fome, corrupção e crime, está mal equipado para lidar com uma ameaça externa. Continue coletando informações internas sobre o inimigo. Se ele estiver em seu momento mais fraco, ataque sem piedade para evitar problemas futuros.

#### Fazer barulho no leste e atacar no oeste (聲東擊西, Shēng dōng jī xī)
Em qualquer combate, o elemento surpresa pode fornecer grande vantagem. Mesmo frente a frente com o inimigo, a surpresa pode ser empregada atacando onde ele menos espera. Crie uma expectativa na mente do inimigo por meio de um ardil. Manipule-o para focar recursos em um ponto antes de atacar em outro mal defendido. Taticamente, isso é conhecido como “ardil aberto”.

### Capítulo 2: Estratagemas para lidar com o inimigo (敵戰計, Dí zhàn jì)

#### Criar algo a partir do nada (无中生有, Wú zhōng shēng yǒu)
Uma simples mentira. Fazer alguém crer que existia algo quando, na verdade, não há nada, ou o contrário.

#### Reparar abertamente as “estradas em galeria”, mas entrar furtivamente pelo desfiladeiro deChencang(明修棧道，暗渡陳倉, Míng xiū zhàn dào, àn dù Chéncāng)
Enganar o inimigo com uma abordagem óbvia que demorará muito, enquanto prepara um ataque furtivo. É uma extensão da tática “Fazer barulho no leste e atacar no oeste”, mas em vez de apenas espalhar desinformação, usam-se engodos físicos para distrair o inimigo. Esses engodos devem ser facilmente percebidos, mas sem levantar suspeita de que servem de isca.
Hoje, “entrar furtivamente pelo desfiladeiro de Chencang” também significa ter um caso ou fazer algo ilegal.

#### Observar ao longe a fumaça nas margens do rio (隔岸觀火, Gé àn guān huǒ)
Atrasar a entrada no campo de batalha até que os outros lados se desgastem lutando entre si. Então, entrar com força total e finalizá-los.

#### Esconder uma faca num sorriso (笑裏藏刀, Xiào lǐ cáng dāo)
Conquistar e agradar o inimigo. Quando conquistar sua confiança, agir contra ele secretamente.

#### Sacrificar a ameixeira para salvar o pessegueiro (李代桃僵, Lǐ dài táo jiāng)
Em certas circunstâncias, objetivos de curto prazo devem ser sacrificados para se obter metas de longo prazo. É a estratégia do bode expiatório, em que alguém sofre as consequências para poupar o restante.

#### Aproveitar-se e roubar uma ovelha (順手牽羊, Shùn shǒu qiān yáng)
Ao executar seus planos, ser flexível para tirar proveito de qualquer oportunidade que surja, por menor que seja, e obter qualquer ganho, por mais leve que seja.

### Capítulo 3: Estratagemas ofensivos (攻戰計, Gōng zhàn jì)

#### Bater na grama para espantar a serpente (打草驚蛇, Dǎ cǎo jīng shé)
Fazer algo sem mira, mas espetacular (“bater na grama”) para provocar uma resposta do inimigo (“espantar a serpente”) e fazê-lo revelar seus planos ou posições. Fazer algo incomum, estranho e inesperado para inquietar o inimigo e perturbar seu raciocínio. É mais usado como alerta: “[Não] espante a serpente batendo na grama”. Um ato imprudente revelará ao inimigo sua posição ou intenções.

#### Pedir emprestado um cadáver para reavivar o espírito (借屍還魂, Jiè shī huán hún)
Apropriar-se de uma instituição, tecnologia, método ou até mesmo ideologia que foi esquecida ou descartada, para seu próprio objetivo.

#### Atrair o tigre para longe da montanha (調虎離山, Diào hǔ lí shān)
Nunca atacar diretamente um oponente cuja vantagem se baseia em sua posição. Em vez disso, atraí-lo para fora de sua posição, separando-o de sua fonte de força.

#### Para capturar, deixe soltar (欲擒故縱, Yù qín gù zòng)
Presas acuadas costumam empreender um ataque final desesperado. Para evitar isso, deixe o inimigo acreditar que ainda tem chance de escapar. Sua disposição de lutar é prejudicada pelo desejo de fuga. O moral do inimigo cai e ele se rende sem lutar ao perceber que não pode escapar.

#### Arremessar um tijolo para obter uma pedra de jade (拋磚引玉, Pāo zhuān yǐn yù)
Ver também
Seduzir alguém fazendo-o crer em um ganho ou para simplesmente fazê-lo reagir; “arremessar um tijolo” para conseguir algo valioso em troca, “conseguir uma pedra de jade”.

#### Derrotar o inimigo capturando seu líder (擒賊擒王, Qín zéi qín wáng)
Se o exército do inimigo é forte, mas a lealdade ao comandante se baseia apenas em dinheiro, superstição ou ameaças, focalize no líder. Se ele cair, o restante do exército se dispersará ou passará para seu lado. Se estiverem ligados por lealdade, tenha cuidado, pois continuarão lutando mesmo após a morte do líder, por vingança.

### Capítulo 4: Estratagemas de guerra mista (混戰計, Hùnzhàn jì)

#### Retirar a lenha debaixo do caldeirão (釜底抽薪, Fǔ dǐ chōu xīn)
Tirar o principal argumento ou trunfo de alguém; “roubar o trovão de alguém”. É a essência da abordagem indireta: em vez de atacar as forças inimigas, atacar a capacidade delas de travar guerra. Literalmente, tirar o combustível do fogo.

#### Aproveitar-se da água turva para pescar (渾水摸魚／混水摸魚, Hùn shuǐ mō yú)
Criar confusão e explorá-la para promover seus próprios objetivos.

#### A cigarra abandona sua casca dourada (金蟬脱殼, Jīn chán tuō ké/qiào)
Ocultar-se. Deixar para trás seus traços característicos e tornar-se desapercebido ou fingir ser outra coisa. Essa estratégia é usada principalmente para escapar de um inimigo mais forte.

#### Fechar as portas para pegar o ladrão (關門捉賊, Guān mén zhuō zéi)
Para capturar o inimigo — ou de modo geral, em guerras, desferir o golpe final — é preciso planejar criteriosamente para garantir o êxito; não agir precipitadamente. Antes de “finalizar a presa”, corte as rotas de fuga do inimigo e qualquer ajuda externa.

#### Aliar-se a Estados distantes e atacar os próximos (遠交近攻, Yuǎn jiāo jìn gōng)
Invadir nações próximas a você tem maior chance de sucesso. Os campos de batalha são perto do seu território, facilitando o suprimento e a defesa das terras conquistadas. Firme alianças com Estados distantes, pois não é sensato invadi-los.

#### Pedir passagem para conquistar oEstado de Guo(假途伐虢, Jiǎ tú fá Guó)
Pegar emprestados recursos de um aliado para atacar um inimigo comum. Quando o inimigo for derrotado, use esses recursos para voltar-se contra o aliado que os cedeu.

### Capítulo 5: Estratagemas combinados (並戰計, Bìng zhàn jì)

#### Trocar as vigas por madeiras podres (偷梁換柱, Tōu liáng huàn zhù)
Desestabilizar formações do inimigo, interferir em seus métodos de operação e alterar as regras a que ele está acostumado. Assim, remove-se o pilar de sustentação que torna o grupo de homens uma força de combate eficaz.

#### Apontar para a amoreira enquanto se xinga a acácia (指桑罵槐, Zhǐ sāng mà huái)
Disciplinar, controlar ou alertar outros cuja posição não permite enfrentamento direto; use analogias e insinuações. Sem citar nomes, os acusados não podem retaliar sem revelar sua cumplicidade.

#### Fingir loucura mas manter o equilíbrio (假痴不癲, Jiǎ chī bù diān)
Fingir-se incompetente para criar confusão quanto às suas intenções e motivações. Induzir o oponente a subestimar sua capacidade até ele baixar a guarda.

#### Retirar a escada quando o inimigo tiver subido ao telhado (上屋抽梯, Shàng wū chōu tī)
Por meio de iscas e artifícios, levar o inimigo a um terreno traiçoeiro e cortar sua comunicação e suas rotas de fuga. Para se salvar, ele terá de lutar contra suas forças e contra os elementos da natureza.

#### Enfeitar a árvore com flores falsas (樹上開花, Shù shàng kāi huā)
Amarrar flores artificiais em uma árvore morta para dar a ilusão de que está viva. Usando artifícios e disfarces, faça algo sem valor parecer valioso e vice-versa.

#### Fazer o anfitrião e o convidado trocarem de papéis (反客為主, Fǎn kè wéi zhǔ)
Usurpar a liderança em uma situação em que normalmente se é subordinado. Infiltrar-se no alvo fingindo ser convidado para ser aceito, mas crescer internamente e tornar-se o “dono” depois.

### Capítulo 6: Estratagemas de Derrota (敗戰計, Bài zhàn jì)

#### Armadilha da beleza (美人計, Měi rén jì)
Enviar ao inimigo mulheres atraentes para causar discórdia em seu acampamento. Essa estratégia pode atuar em três níveis. Primeiro, o governante fica tão fascinado pela beleza que negligencia seus deveres e relaxa a vigilância. Segundo, o grupo de homens terá problemas se a mulher cobiçada cortejar outro homem, gerando conflitos e comportamentos agressivos. Terceiro, outras mulheres na corte, movidas por ciúme e inveja, começam a tramar subversões que agravam ainda mais o cenário.

#### Estratégia da fortaleza vazia (空城計, Kōng chéng jì)
Quando o inimigo tem forças superiores e se prevê ser invadido a qualquer momento, agir com calma e provocar o inimigo de forma que ele acredite estar caindo em uma emboscada. Esse estratagema só dá certo se, na maioria dos casos, houver uma força oculta poderosa, e é raramente usado.

#### Fazer o espião do inimigo semear discórdia em seu próprio acampamento (反間計, Fǎn jiàn jì)
Enfraquecer a capacidade inimiga de lutar, causando secretamente discórdia entre eles e seus amigos, aliados, conselheiros, familiares, comandantes, soldados e população. Enquanto se ocupam em resolver disputas internas, sua capacidade de atacar ou defender fica comprometida.

#### Ferir a si mesmo para ganhar a confiança do inimigo (苦肉計, Kǔ ròu jì)
Fingir-se ferido traz duas vantagens: em primeiro lugar, o inimigo relaxa a guarda por não mais considerar você uma ameaça imediata; em segundo, aproxima-se do inimigo alegando que a ferida foi causada por um inimigo em comum, preservando sua força enquanto inimigos lutam entre si.

#### Estratagemas encadeados (連環計, Lián huán jì)
Em assuntos importantes, usar vários estratagemas aplicados em sequência, como se fossem elos de uma corrente. Manter diferentes planos operando dentro de um esquema global; se uma estratégia falhar, aplique a próxima.

#### Se tudo falhar,retire-se(走為上策, Zǒu wéi shàng cè)
Se ficar claro que a ação atual levará à derrota, recuar e reagrupar. Quando se está perdendo, restam três opções: render-se, negociar ou fugir. Render-se é derrota total, negociar é meia derrota, mas fugir não é derrota. Enquanto você não for derrotado, ainda há chances. Este é o mais famoso dos estratagemas, imortalizado num provérbio chinês: “Dos Trinta e Seis Estratagemas, fugir é o melhor” (三十六計，走為上計, Sānshíliù jì, zǒu wéi shàng jì).